# Ketohexos
En ketohexos är en hexos med en ketongrupp. Samtliga ketohexoser har molekylformeln C6H12O6.
Det finns fyra ketohexoser:
| D-Fruktos | D-Psicos | D-Sorbos | D-Tagatos |
| L-Fruktos | L-Psicos | L-Sorbos | L-Tagatos |